# Praga A150
Der Praga A150 war ein leichter Lkw, der von Škoda im Jahr 1939 entwickelt und bis 1942 in 182 Exemplaren gebaut wurde. Die Bezeichnung deutet auf die Nutzlast (1,5 t) hin. Da die Großindustrie 1945 verstaatlicht wurde und die neue sozialistische Regierung die Škoda-Werke für andere Aufgaben vorgesehen hatte, wurde die Produktion dieses Lkw auf die Praga-Werke verlagert. 1946 entstand ein Prototyp, 1947 und 1948 je 610 Fahrzeuge, 1949 750, 1950 1170 und 1951 330, insgesamt also 3471 Stück.
Der Lkw wog leer 1350 kg und hatte eine Nutzlast von 1,5 t, war 5,335 m lang und 1,93 m breit, der Radstand betrug 2,90 m. Der wassergekühlte Vierzylinder-Ottomotor, von Škoda ursprünglich für den ab 1939/40 gebauten Pkw Typ Favorit konstruiert, hatte 80 mm Bohrung, 104 mm Hub und damit 2091 cm³ Hubraum, er leistete 52, ab 1948 55 PS bei 3200 bzw. 3500/min. Die Höchstgeschwindigkeit betrug 80 km/h, der Benzinverbrauch wird mit 16–18 Litern und der Ölverbrauch mit 0,2 Litern auf 100 km angegeben. Das Getriebe hatte vier Vorwärts- und einen Rückwärtsgang. Das komplette Fahrzeug kostete 145.000 Kronen. Neben dem üblicherweise ausgelieferten Pritschenwagen gab es Ausführungen als Sanitätsfahrzeug, Kastenwagen, Kleinbus, Leichenwagen, Feuerwehr, Tankfahrzeug und Postwagen u. a.